# César de Vachon de Belmont-Briançon
Pour les articles homonymes, voir Briançon (homonymie).
César-René-Marie-François-Rodolphe de Vachon, comte de Belmont-Briançon, né le 2 mars 1770 à Paris et mort le 13 mars 1814 à Reims, est un militaire français du Premier Empire. Colonel-major dans la cavalerie de Napoléon Ier, il est tué au cours d'une charge pendant la bataille de Reims, le 13 mars 1814.

## Biographie

### Jeunesse
Né le 2 mars 1770 de l'alliance de François de Vachon de Belmont-Briançon, baron de Montmaur, marquis de Belmont et chevalier de Saint-Louis, maréchal de camp des armées du roi, et de Jeanne-Françoise de Saint-Quentin du Blet, le jeune François-Rodolphe est vite attiré par la carrière des armes. En octobre 1785, il entre à l'Académie militaire de Paris et est affecté en mars 1788 dans la compagnie de Luxembourg comme garde du corps du roi.

### Révolution française
À compter de cette date, sa progression est rapide. Le 1er mai 1788, il est nommé sous-lieutenant de remplacement au régiment de cavalerie d'Orléans. Le 20 février 1790, il est sous-lieutenant à pied. Le 30 juin 1791, il est affecté à la 3e division militaire de Metz que commande son père, et devient aide de camp de celui-ci. Le 12 janvier 1792, il est capitaine du 15e régiment d'infanterie. Le 10 mai de la même année, il est capitaine du 1er régiment de hussards.
Cependant, la Révolution française freine son ascension au sein de la hiérarchie militaire. Du fait de ses origines nobles, il doit quitter la France et rejoint l'armée des Princes, constituée d'émigrés partisans de la monarchie. Il y sert alors comme aide de camp du maréchal de Broglie.

### Consulat et Empire

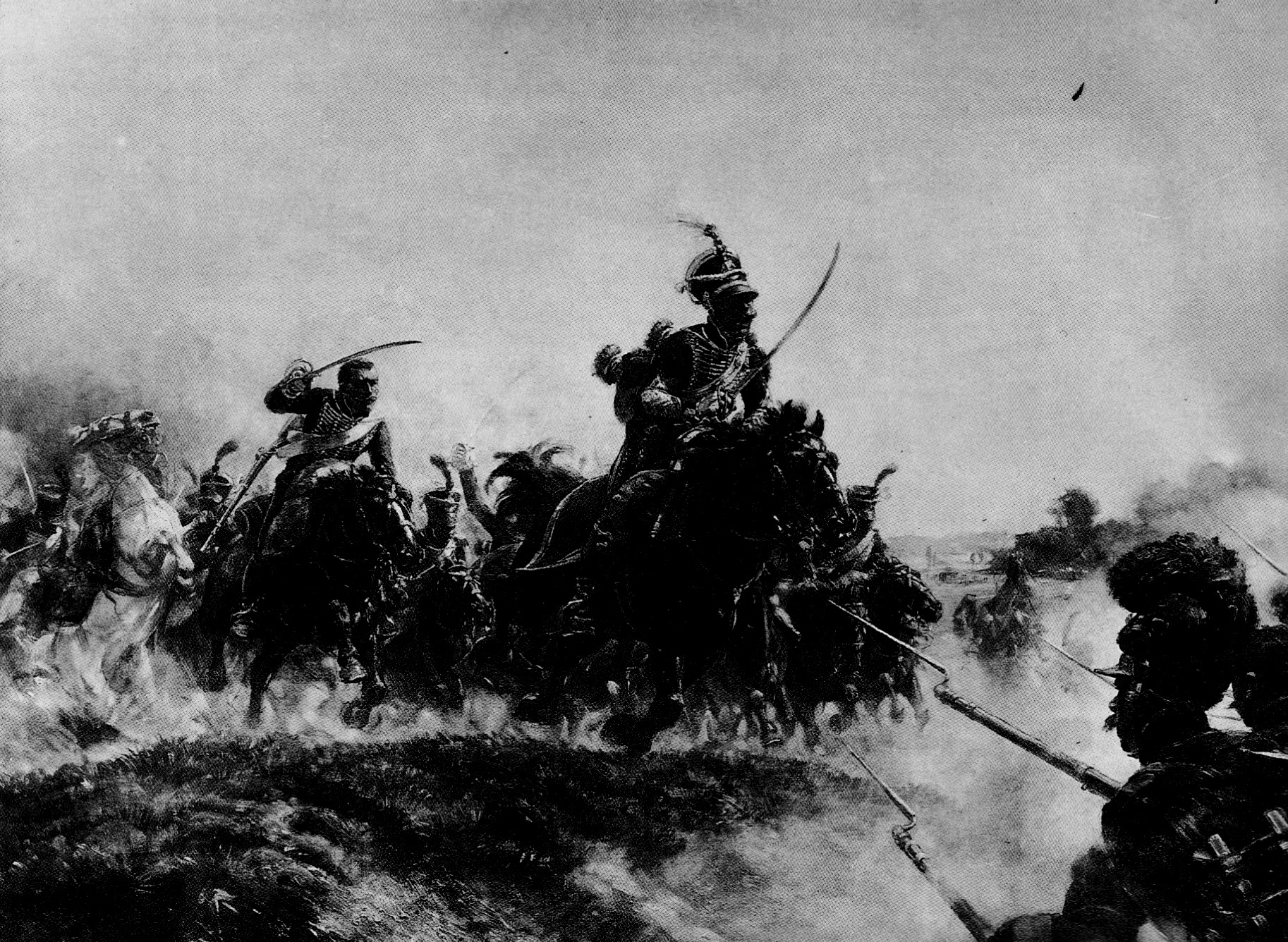
Les gardes d'honneur du 3e régiment à la bataille de Hanau, peinture d'Henri Chartier.

Après l'arrivée au pouvoir de Napoléon Bonaparte et l'instauration du Consulat, il décide de rentrer en France. Belmont-Briançon est fait chambellan de l'Empereur le 29 mars 1813 avant d'être nommé colonel-major du 3e régiment de gardes d'honneur le 21 juin de la même année, avec lequel il participe à la campagne d'Allemagne. Son régiment prend notamment une part active aux batailles de Leipzig et de Hanau.

### Campagne de France

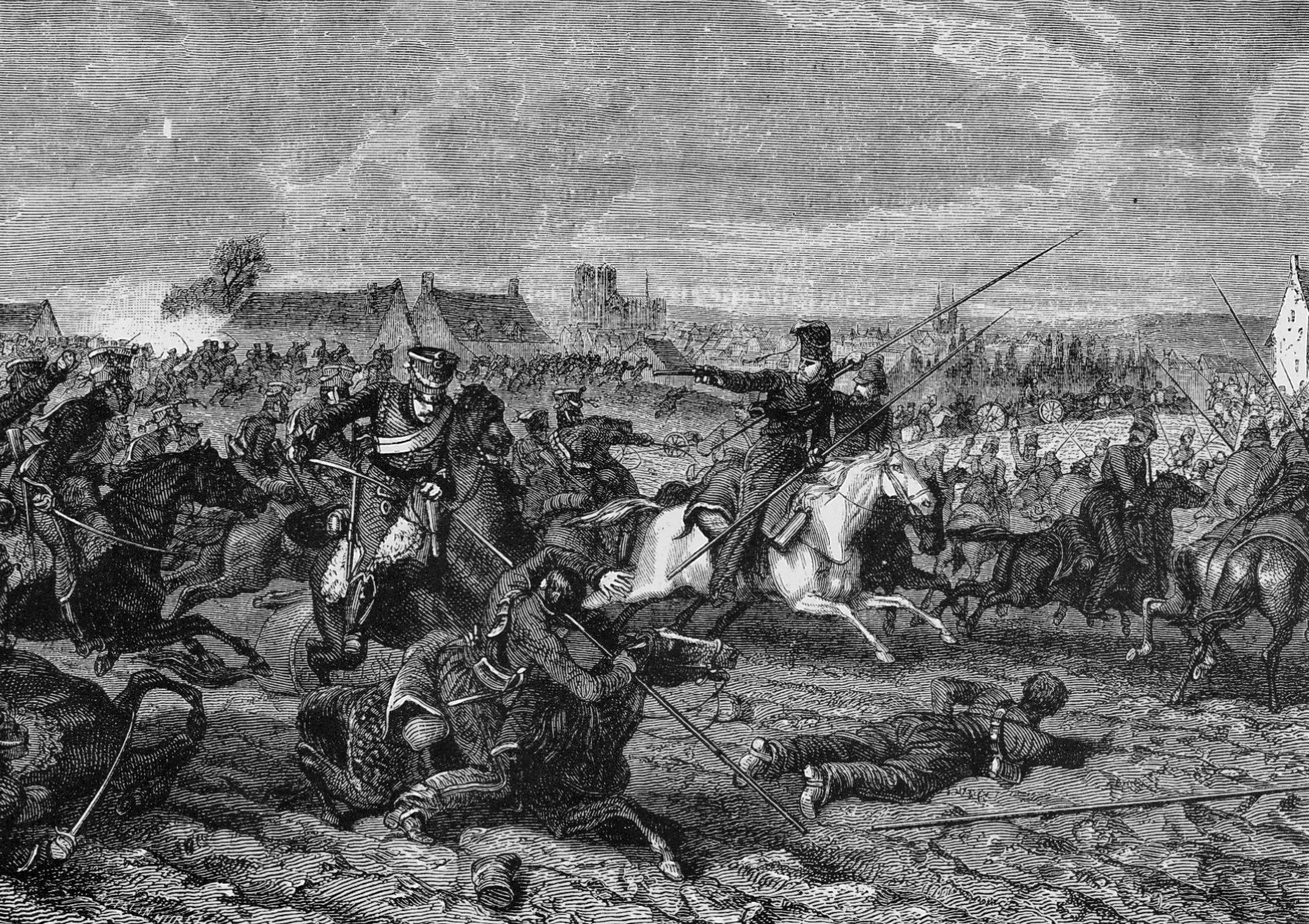
Les gardes d'honneur au combat de Reims, le 13 mars 1814 (composition d'Henri Félix Emmanuel Philippoteaux).

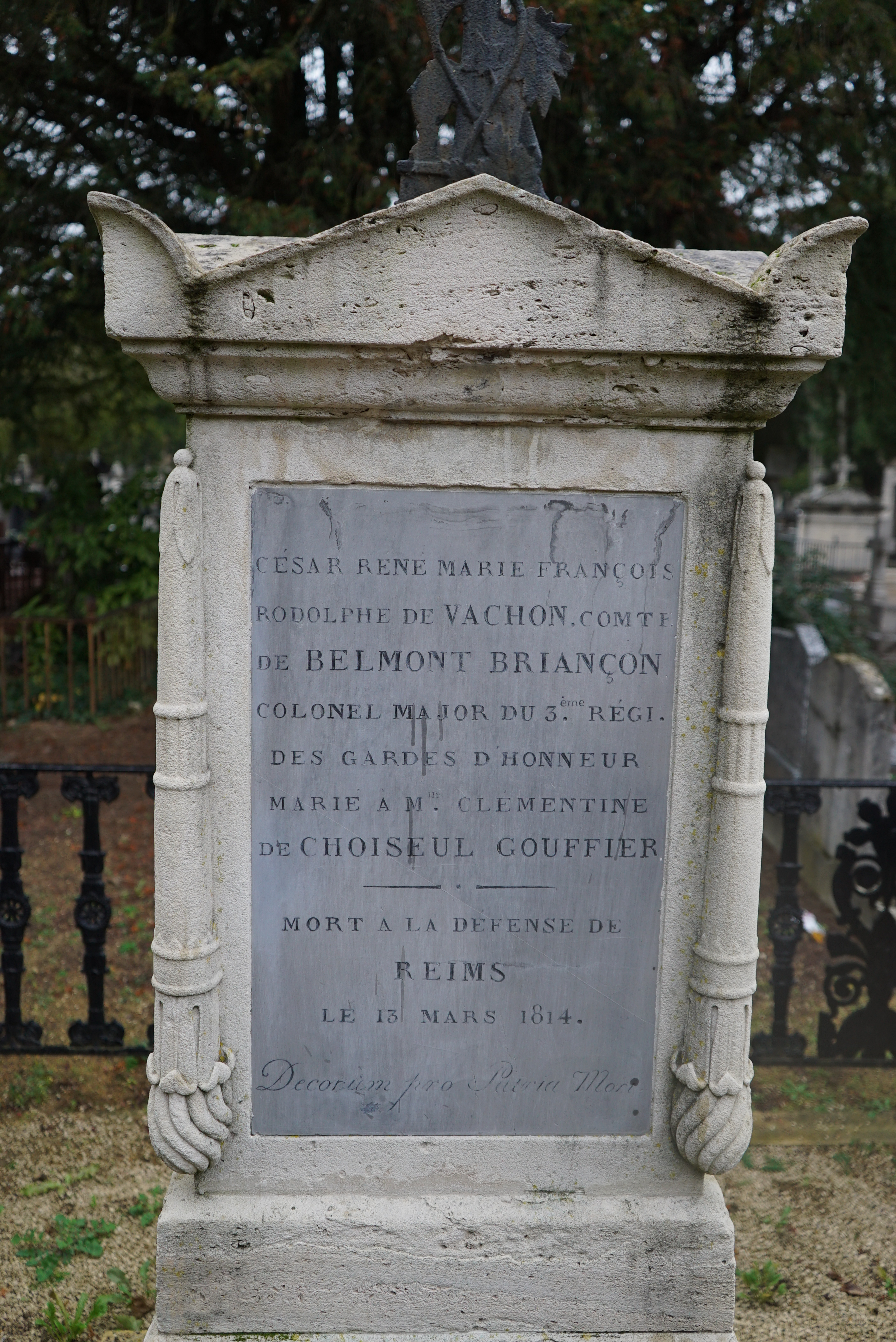
Sur le mémorial du cimetière de la Porte Mars.

Alors que Napoléon s'emploie à résister à l'invasion du sol français par les armées coalisées, Belmont-Briançon est fait chevalier de la Légion d'honneur le 19 février 1814. Il est à la tête de son régiment lors des batailles de Montmirail et de Château-Thierry où il prend le village de Viffort. 
Le 13 mars 1814, à Reims, c'est la bataille. La ville est occupée par un corps russo-prussien commandé par le général Saint-Priest (un émigré français au service des Alliés). Ces derniers résistent avec acharnement dans le faubourg de Vesle, alors que presque toute la ville est évacuée à la suite de l'attaque fulgurante du maréchal Marmont. Napoléon, qui veut en finir, lance le 3e régiment des gardes d'honneur de Belmont-Briançon sur les Russes. Lors de la charge, Belmont est entouré de plusieurs dragons russes, mais est dégagé à la suite de l'intervention du garde d'honneur François Daguerre qui met en fuite le groupe d'ennemis.
Arrivé dans le faubourg, le colonel Belmont-Briançon est tué net par un coup de feu, alors que le général de Ségur tombe blessé à ses côtés. Les gardes d'honneur ne parviennent pas à chasser les Russes, et il faut attendre les lanciers polonais de la Garde de Krasiński et l'artillerie de Drouot pour récupérer la ville âprement disputée. Le corps du colonel-major des gardes d'honneur est inhumé le lendemain de la bataille dans le cimetière de la Porte Mars, à Reims.

### Vie privée

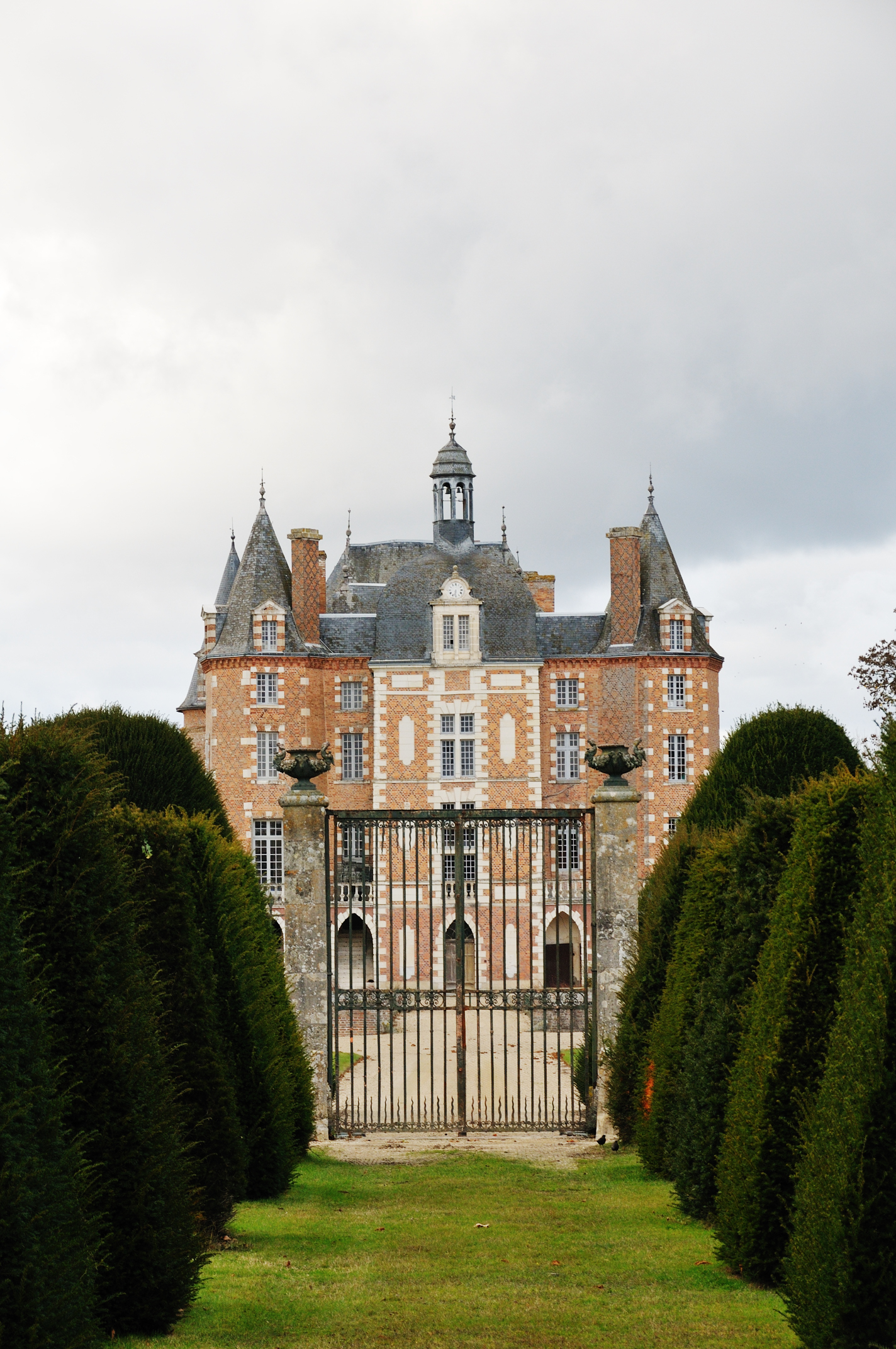
Le château de La Ferté-Imbault, propriété de César de Vachon de Belmont-Briançon.

Il épouse le 11 janvier 1801, à Amiens, Clémentine-Louise-Henriette de Choiseul-Gouffier (Paris, 1er octobre 1775 - Macon, 22 novembre 1844), fille de Marie Gabriel Florent Auguste de Choiseul Gouffier, ambassadeur à Constantinople, membre de l'Académie française, et de Adélaïde Marie Louise de Gouffier. 
Veuve en 1814, à 38 ans, son épouse se remarie en 1819 avec le baron de Crouseilhes, avec qui elle n'aura pas d'enfant. De son premier mariage, naissent deux fils, morts l'un et l'autre sans postérité :
- Florestan Vachon de Briançon (1801-1832) ;
- Marie Louis Gabriel Alfred Stanislas Vachon de Briançon, marquis de Belmont (1804-1857), marié en 1845 avec Armande Marie Suzanne de Posuel de Verneaux (1826-1891)[8].

Belmont-Briançon fait l'acquisition le 20 avril 1807 des terres et du château de La Ferté-Imbault, un très vaste domaine en Sologne et ancien fief historique de la famille d'Estampes.